# نورة (مغنية)
نورة (1942، سيدي اعمر، الجزائر - 1 يونيو 2014) واسمها الأصلي فاطمة الزهراء باجي، مطربة جزائرية وتعد أول مطربة جزائرية تحصل على الأسطوانة الذهبية وأول جزائرية تظهر على غلاف مجلة باري ماتش. حصلت على العديد من الإشادات والجوائز التونسية والليبية، وكرَمتها وزارة الثقافة الجزائرية عِرفاناً لما قدمته من إسهامات ثقافية.

## سيرتها الشخصية

### النشأة والبداية
وُلدت نورة عام 1942 بقرية صغيرة قرب شرشال بالجزائر لعائلة كبيرة. وإذ كانت طفلة خجولة، فقد قضت الكثير من وقتها وهي تستمع إلى المذياع حتى شُغفت به فقررت في الخمسينيات من القرن الماضي أن تعمل لدى إحدى الإذاعات. وظّفها مدير المحطة الإذاعية سعيد رزوق لتقدم برنامجاً للأطفال وعملت تحت إشراف الملحن عمّار معمر. أُعجب عمار معمر بصوتها وقدّمها مغنية حيث أدت أغنية «الوردة» والتي كتبها سيد الحافي. وسرعان ما أصبحت نجمة، بل الأولى ذات شعبية كبيرة في البلاد لأدائها أغاني ذات طبائع مختلفة عن العزلة والغربة والحب.كما أنها أدت أغاني بألوان شتى منها الموسيقى الأندلسية الكلاسيكية، والموسيقى الشعبي الجزائري، وموسيقى الشاوي، والموسيقى الأمازيغية، والموسيقى الصحراوية مغطيةً كل أنواع الموسيقى التقليدية. وكانت تؤدى أغانيها باللغتين العربية والقبائلية (الأمازيغية).

### مشوارها الفني
تضمنت أولى أغانيها الناجحة «غربة» و«جل المنفي» و«هو، هو».
أخذت دوراً في أوبريت «أنا الورقة المسكينة» في الإذاعة الجزائرية الذي كتبه مصطفى كشكول وقام بتلحينه مصطفى إسكندراني. وصارت، تحت إشراف المخرج الفني للأوبرا الجزائرية محمد جاموسى والموسيقار محبوب باتى، واحدة من أشهر المطربين بالجزائر.

و في عام 1959، أثناء عملها مع الإذاعة الجزائرية، قابلت مؤلف الأغاني كمال حمادي [الفرنسية] حيث تزوجا. دُعيت لاحقاً في ذاك العام إلى باريس لتسجل عدداً من الأغاني. فانتقلت مع زوجها وعملا معاً.
كتب لها أغنية «يا سيدى ربي»، التي انتشر صداها لدى النساء الجزائريات لأنها تمس قضية فقد الأبناء بسبب الهجرة أو الزواج من أجنبيات. أصبحت هذه الأغنية جزء أساسي من رصيدها الفني. ومن خلال حمادي، تقابلت نورا مع الملحن الحبيب هاشيلاف الذي تعاونت معه فنياً. كانت تغنى بمفردها أو في ثنائي مع زوجها.
ركزت العديد من أغانيها على أنماط تقليدية مثل الزواج والأولاد والجيرة والرب.
في عام 1962 عاد الزوجان للإقامة بالجزائر ولكن ظلا يتنقلان بين الجزائر وباريس لتسجيل الأغاني.
في عام 1965 أصدرت ألبوماً أدّت فيه كل الأغاني بالفرنسية منها «حياة» لميشال برجي و«باريس في محفظتي» لكمال حمادي. ثم في عام 1971 سجلت نورة أغنية «يا ناس أما هو» لشركة «باتى ماركونى»(pathe Marconi) والتي غنتها مع سليمان عزام. حصلت هذه الأغنية على القرص الذهبي لبيعها أكثر من مليون قرص في فرنسا وأصبحت حينها أول مطربة مغاربية تحصل على القرص الذهبي وأول من يظهر على غلاف مجلة باريس ماتش. بلغ رصيدها 500 أغنية منها ما هو بالعربية والقبائلية والفرنسية. ومن أغانيها التي اشتهرت بها «يا ربي سيدي» و«يا بنات الحومة» و«يا طيارة» و«عميروش» و«يما قوليلي» و«توحشناك» و«إذورار جرجرة عزيزان».

## الجوائز التي حازت عليها
حازت نورة على الوسام الثقافي من رئيس الجمهورية التونسية الحبيب بورقيبة في 1974، واختيرت نجمة المهرجان للأغنية العربية بليبيا في 1975، كما تم تكريمها في 2003 من قبل وزارة الثقافة الجزائرية. ثم في عام 2012 قام مجمع رياض الفتح بتكريمها تحت إشراف وزارة الثقافة الجزائرية لما قدمته من إسهامات ثقافية.

## وفاتها
توفيت نورة في الأول من يونيو عام 2014 في باريس بعد صراع طويل مع المرض عن عمرٍ يناهز 72 عاماً. وفي الثالث من يونيو عام 2014، أقيمت مراسم تكريمية في باريس وحضرها السفير الجزائري بفرنسا عمار بن جمعة قبل أن يتم نقل الجثمان إلى الجزائر العاصمة لتدفن مع عائلتها بمقبرة سيدى يحيى.

## وصلات خارجية
- جثمان الفنانة الراحلة «نورة» يوارى الثرى بمقبرة سيدي يحيى.
- نورة على موقع IMDb (الإنجليزية)
- نورة على موقع ميوزك برينز (الإنجليزية)
- نورة على موقع ديسكوغز (الإنجليزية)
- نورة على موقع قاعدة بيانات الفيلم (الإنجليزية)

## اقرأ أيضاً
- موسيقى الجزائر
- طرب غرناطي